# Канезвил
Канезвил (фр. Campneuseville) насеље је и општина у северној Француској у региону Горња Нормандија, у департману Приморска Сена која припада префектури Дјеп.
По подацима из 2011. године у општини је живело 490 становника, а густина насељености је износила 39,84 становника/km². Општина се простире на површини од 12,3 km². Налази се на средњој надморској висини од 209 метара (максималној 211 m, а минималној 107 m).

## Демографија
| 1962. | 1968. | 1975. | 1982. | 1990. | 1999. | 2011. |
| ----- | ----- | ----- | ----- | ----- | ----- | ----- |
| 591   | 595   | 572   | 552   | 477   | 485   | 490   |

График промене броја становника у току последњих година